# Stephan Eicher
Stephan Eicher (Münchenbuchsee, 17 de agosto de 1960) é um cantor suíço.